# Komorsolfågel
Komorsolfågel (Cinnyris humbloti) är en fågel i familjen solfåglar inom ordningen tättingar.

## Utseende och läte
Komorsolfågeln är en liten solfågel med rätt kort och något nedåtböjd näbb. Hanen är färgglad med blå och purpurfärgad glans på huvud och bröst samt gult och orange på buken. Honan är mer färglös, med mörkfläckat vitt bröst och gul buk. Den ses jämsides madagaskarsolfågeln men är mycket mindre med kortare näbb. Hanen har också ljusare gultpå buken och honan mindre streckning undertill och inget tydligt ljust ögonbrynsstreck. Sången är en gnisslig ramsa typisk för solfåglar medan lätet är ett stigande gnyende ljud.

## Utbredning och systematik
Komorsolfågel förekommer i Komorerna och delas upp i två underarter med följande utbredning:
- C. h. humbloti – Grande Comore
- C. h. inclusus – Mohéli

## Status
Arten har ett begränsat utredningsområde, men beståndet anses vara stabilt. IUCN kategoriserar arten som livskraftig.

## Namn
Fågelns svenska och vetenskapliga artnamn hedrar Henry Joseph Léon Humblot (1852-1914), fransman boende på Grande Comore 1889-1896 och samlare av specimen på Madagaskar. Tidigare kallades den humblotsolfågel även på svenska, men justerades 2023 till ett enklare och mer informativt namn av BirdLife Sveriges taxonomikommitté.